# 대성 (가수)
대성(본명: 강대성, 본명 한자: 姜大聲, 1989년 4월 26일~)은 대한민국의 가수로 보이 그룹 빅뱅의 리드보컬이다. 대성은 YG 엔터테인먼트 소속으로 6개월여간 연습생 기간을 거친 후, BIGBANG의 멤버로 데뷔하였다. 그의 해외 활동시 사용되는 이름은 D-LITE로 기쁨, 즐거움, 환희, 유쾌함을 의미하는 'Delight'라는 단어의 약술이다. 원래는 빅뱅 막내가 승리 이었는데 승리 탑 이 탈퇴해서 자동으로 막내가 되었다.

## 생애

### 어린시절과 데뷔 과정
대성(본명: 강대성)은 1989년 4월 26일 서울특별시 구로구 오류동에서 1남 1녀 중 막내로 태어났다. 어린시절 가수의 꿈을 키우며 아버지의 반대를 뒤로 하고 MBC 아카데미에서 보컬수업을 받았고, 경인고등학교 재학 시절 YG 엔터테인먼트의 정식 오디션을 거쳐 연습생으로 들어가게 되었다. 2006년 곰TV·MTV 코리아에서 방송된 서바이벌 다큐 프로그램 《리얼다큐 빅뱅(BIGBANG)》을 통해 만장일치로 최종 멤버에 발탁이 되었으며, 지드래곤, 태양, T.O.P, 승리와 함께 YG 엔터테인먼트에서 제작하는 최초의 아이돌 힙합 그룹 BIGBANG의 멤버로 정식 합류하게 되었다. 2007년 9월 학교를 자퇴했었던 그는 2008년 5월 고졸 검정고시 합격해, 그해 11월에는 경희대학교 포스트모던음악학과에 수시모집에 합격해 09학번으로 입학했지만 바쁜 연예 활동으로 국제사이버대학교 예체능학부 레저스포츠학과에 편입하였다. 대성은 독실한 기독교인으로 알려져 있다.

### 2006–07: 빅뱅 데뷔와 초기 활동
빅뱅은  2006년 8월 19일 첫 싱글 〈Bigbang〉을 발표하였고, 같은 날 YG 패밀리 10주년 콘서트에서 첫 무대에 섰다. 2006년 9월 23일 음악 프로그램 《쇼! 음악중심》에서 공식 데뷔하였다. 대성은 세 번째 싱글 음반 〈Bigbang 03〉에 수록 된 "웃어본다"로 첫 솔로 곡을 불렀다. 이 곡은 그해 12월에 발매된 빅뱅의 첫 번째 정규 음반 《BIGBANG Vol.1》에 수록되었다. 빅뱅은 2007년 그들의 첫 번째 EP 《Always》의 발매와 동시에 타이틀 곡 "거짓말"은 엄청난 메가히트를 기록했고, 이후 두 번째 EP 《Hot Issue》의 "마지막 인사"와 세 번째 EP 《Stand Up》의 "하루하루"가 연이어 차트 정상을 차지하며 최정상의 대세 그룹으로 우뚝 섰다.
빅뱅의 데뷔한지 얼마 되지 않았을 때, 대성은 성대 결절 진단을 받았다. 거의 몇년 동안, 그는 자신의 성대 및 대인기피증과 무대 공포증으로 고생했었다. 그러나 그는 당시 같은 소속사의 선배 가수 거미의 도움으로 극복 할 수 있었다고 한다. 특히 이전에 빅뱅의 두 번째 앨범 발매 전에, 대성은 상태가 크게 개선되었다.

### 2008–09: 트로트 솔로,패밀리가 떴다,캣츠와 교통사고 부상
빅뱅은 본격적인 일본 데뷔를 앞서, 멤버의 개인 활동에 주력하기 시작했다. 2008년 대성은 그의 첫 번째 트로트 싱글 음반 〈날 봐, 귀순〉을 발표했다. 그는 이 음반이 그룹 활동에 안좋은 영향을 줄까하는 생각도 있었지만, 차별화 되는 다른 무언가를 도전해보고 싶었다고 언급했다. 그는 리얼 버라이어티 쇼 《일요일이 좋다 - 패밀리가 떴다》의 고정 진행자로 출연했다. 그해 한국 버전으로 공연 되는 뮤지컬 《캣츠》에서 '럼텀터거' 역할로 출연했다. 대성은 그룹의 멤버 승리와 함께 MBC 음악 프로그램 《쇼! 음악중심》의 진행을 맡았다. 2009년 초, 대성은 그의 두 번째 트로트 싱글 음반 〈대박이야〉을 발표했다. 그는 당초 승리와 뮤지컬 《샤우팅》에 출연할 예정이였다. 하지만 뮤지컬 공연을 앞둔 8월, 갑작스런 교통사고 부상으로 출연이 무산되었고, 고정중이던 프로그램에서는 임시 하차 되었다. 대성은 빅뱅으로 멤버로서 2009년 10월, 드림 콘서트를 통해 복귀하였다.

### 2010: 추가적인 솔로 활동,왓츠업,밤이면 밤마다
YG 엔터테인먼트는 2010년 대성과 그룹의 멤버 T.O.P과 솔로 음반을 발매한다고 발표했다. 대성은 2010년 1월, 새로운 디지털 싱글 〈솜사탕〉을 발매했다. 이 곡의 가사는 대성이 직접 썼다. 그러나 추가적인 앨범은 발매되지 않았다. 2011년 초, YG 엔터테인먼트는 한해동안 대성과 승리의 왕성한 활동을 예고했지만 대성은 이뤄지지 않았으며, 승리는 2011년 1월 EP 음반을 발매했다. 2010년 대성은 MBC에서 사전제작하는 송지나 작가의 텔레비전 드라마 《왓츠업》의 출연을 확정 지었다. 드라마 촬영은 2011년 2월에 마무리 되었다. 2010년 11월, 그는 버라이어티 토크쇼 《밤이면 밤마다》에 고정 진행자로 출연했다. 그해 대성은 이효리의 새로운 앨범 《H-Logic》의 수록곡 "How Did We Get"에 피처링에 참여했다.

### 2011-13: 빅뱅 컴백과D'scover

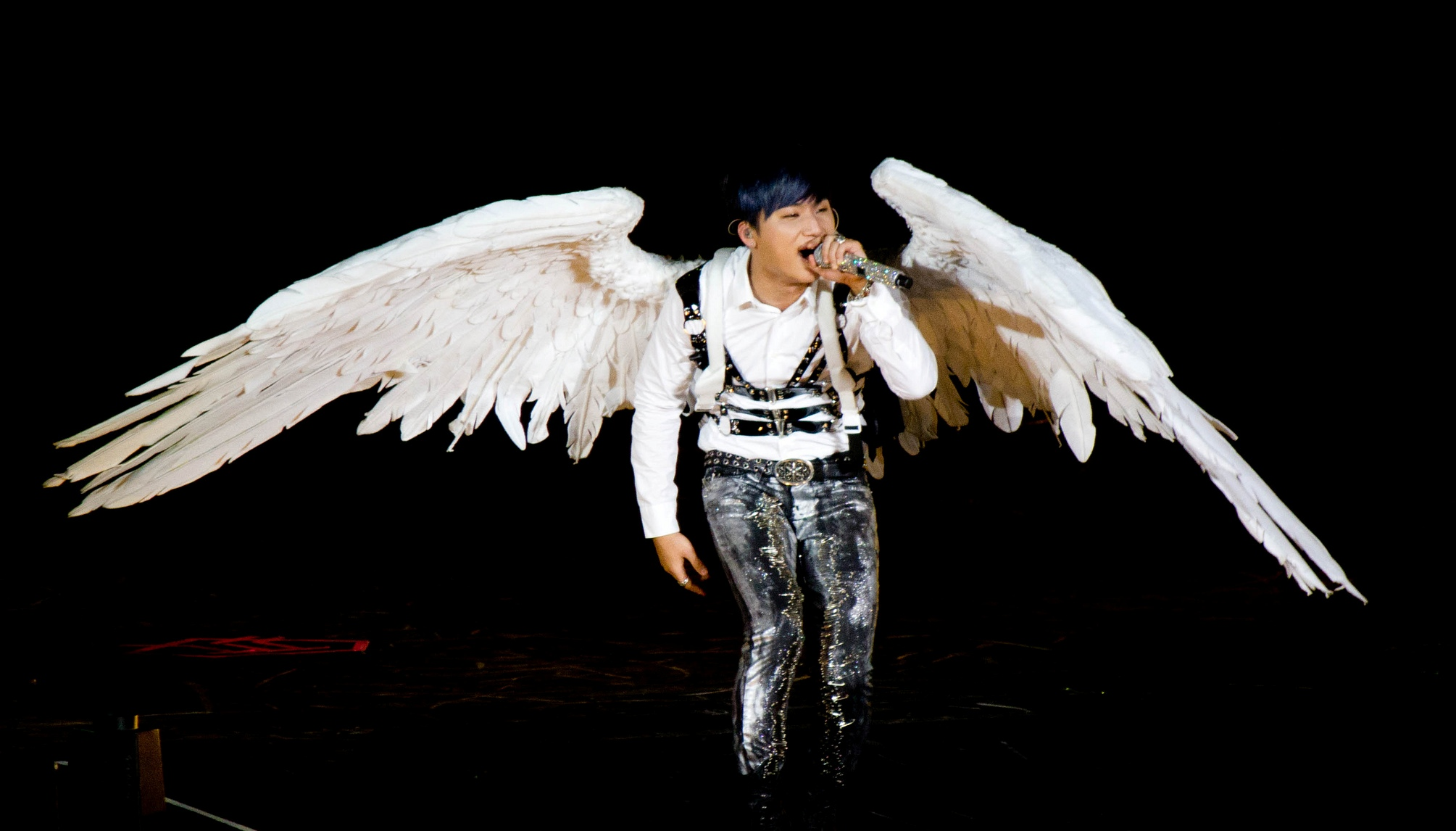
2012년 9월, Alive World Tour 공연 중인 대성.

2011년 4월, 대성은 빅뱅의 네 번째 EP 《BIGBANG MINI 4》에 수록 된 솔로 곡 "Baby Don't Cry"를 발표했다. 이 곡은 Big Show 2011 콘서트에서 첫 공연 되었고, 음반의 타이틀 곡과 함께 여러 음원 차트에 진입했다. 그해 5월 31일, 대성은 자신의 아우디 차량을 운전하던 중 음주운전 추돌사고로 양화대교에 쓰러져 있던 오토바이 운전자를 역과, 오토바이 사고로 사망자가 발생한 사건(교통사고 치사사건)에 연루되었다. 그는 검찰 조사 결과 혐의 없음 처분을 받긴 했지만, 그러나 당시의 후유증으로 마음을 추스리며 개인 활동과 동시에 빅뱅의 활동을 전면 중단했다. 대성은 2011년 11월 6일, 북아일랜드의 벨파스트에서 열린 MTV 유럽 뮤직 어워드(EMA)에 참석하며 첫 공식 석상에 모습을 드러냈다. 2011년 12월과 2012년 1월, 그는 한국과 일본에서 열린 YG 패밀리 콘서트에 합류했다. 그의 뮤지컬 드라마 《왓츠업》이 MBN에서 2011년 12월 3일 방송을 시작했다. 대성은 드라마의 OST에 직접 참여해 "Lunatic"을 불렀다.
대성은 2012년 3월, 컴백한 빅뱅의 다섯 번째 EP 《Alive》의 수록곡이자 그의 솔로 곡 "날개"을 발표했다. 대성은 2013년 2월 27일, 일본에서 그의 첫 솔로 정규 음반 《D'scover》을 발표했다. 그의 솔로 음반은 12곡을 모두 일본어로 불렀으며, "Baby Don't Cry"와 "날개"는 일본어로 새롭게 녹음했다. 이 음반은 오리콘 앨범 데일리 차트 2위로 데뷔했고, 오리콘 앨범 위클리 차트 2위를 차지했다. 성공적인 솔로 데뷔와 동시에 그는 일본 솔로 콘서트를 개최하였고, 3월 23일과 24일에 고베 월드 기념관에서, 3월 30일과 31일에 도쿄 니혼 부도칸에서 투어를 시작했다. 당초, 대성은 고베와 도쿄에서 음반 홍보를 위한 총 4회의 콘서트를 개최하겠다고 발표하였다. 그러나 2월 28일에, 그 계획은 팬들의 뜨거운 요청들로 인해, 17개 도시 21회 콘서트에서 추가가 된 18개 도시 25회 콘서트로 변경되었다고 재발표되었다. 이 콘서트 투어는 3월 23일 고베의 월드 기념관에서 시작되어, 6월 18일 카나가와의 요코하마 아레나에서 막을 내렸다.

### 2014:D'slove와Delight
2014년 2월, YGEX는 2013년에 발매된 대성의 솔로 음반 《D'scover》과 2014년 7월에 발매되는 새로운 음반의 연속적인 성공을 기원하고자 2014년 6월과 2014년 7월에 7개 도시에서 12회 공연을 갖는 대성의 일본 솔로 아레나 투어(DLITE DLive 2014 in Japan)를 개최한다고 발표했다. 그해 3월 29일, YGEX는 추가적으로 DLITE DLive 2014의 도쿄 니혼 부도칸 공연(7월 18일)을 추가했다고 발표했다. 4월 15일, YGEX는 대성의 DLITE DLive 2014의 오사카 성홀 공연(7월 26일과 27일)을 추가해 총 8개 도시에서 15회 공연을 개최한다고 발표했다. 5월 7일, 대성의 아레나 투어 제목은 [DLITE DLive 2014 in Japan ~D’slove~]으로 정식 발표 되었다. 대성은 그의 솔로 아레나 "D-LITE DLive Tour 2014 in Japan"를 기념하는 총 4곡이 수록 된 미니 디지털 음반 《RAINY RAINY》을 6월 11일에 발표했다. 이 음반은 일본 실시간 차트를 포함한 아이튠즈 1위와 뮤모 차트 4위를 차지했다.
대성의 첫 일본어 오리지널 솔로 음반 《D'slove》는 7월 16일에 발매되어, 30,090장을 팔아 오리콘 앨범 데일리 차트 1위로 데뷔했다. 이 음반은 오리콘 앨범 위클리 차트 2위를 기록했다. 대성은 일본 아레나 투어
[D-LITE DLive Tour 2014 in Japan - D'slove]의 오사카 성홀 공연을 7월 27일에 개최하며 성공리에 마무리했다. 그는 8개 도시 15회 공연으로 170,000명의 관객수를 동원했으며, 이는 2년 연속 일본 투어에 10만 명 이상의 관객을 동원한 최초의 한국 솔로 가수의 기록을 세웠다. 9월 18일, YGEX는 대성의 일본 아레나 투어 공연 실황을 담은 DVD [D-LITE DLive Tour 2014 in Japan - D'slove]를 10월 22일 발매한다고 발표했고, 연말 시즌을 기념하는 엔카 미니 음반 《でぃらいと》를 10월 29일에 발매 한다고 발표했다. 이 음반은 9가지 버전의 4곡과 이전에 한국에서 발표한 트로트 2곡을 일본어 엔카 곡으로 커버했다. 그의 오리지널 두 곡은 좋은 찬사를 받아, 65,048장을 팔아 오리콘 앨범 데일리 차트 1위를 차지했다. 오리콘 앨범 위클리 차트에서는 68,335장의 판매량으로 1위를 기록했다. 오리콘 앨범 연간 차트에서는 64위를 기록했다.

### 2015-현재: "앵콜!! 3D Tour [D-LITE DLive D'slove]"
2014년 10월 20일, YGEX는 대성의 솔로 투어 앵콜 공연 "Encore!! 3D Tour [D-LITE DLive D'slove]"을 2015년 1월 31일과 2월 1일에 요요기 국립경기장에서 2월 10일과 11일에 오사카 성홀에서 개최된다고 발표했다. 대성은 성공적인 앙코르 콘서트로 일본 솔로 아레나 투어를 작년에 이어 성공리에 끝마쳤다.

## 학력
- 광주풍향초등학교 (졸업)
- 두암중학교 (전학) → 오류중학교 (졸업)
- 경인고등학교 (졸업)
- 경희대학교 국제캠퍼스 예술·디자인대학 포스트모던음악학과 (중퇴)

- 국제사이버대학교 예체능학부 레저스포츠학과

## 음반 목록
정규 음반
- 2013: D'scover
- 2014: D'slove

미니 음반 (EP)
- 2014: でぃらいと
- 2017: D-DAY

스페셜 싱글 음반
- 2023: 흘러간다

## 음반 외 활동

### 드라마
| 년도 | 방송사 | 제목   | 역할   | 참고 |
| ---- | ------ | ------ | ------ | ---- |
| 2011 | MBN    | 왓츠업 | 하도성 | 주연 |

### 예능 (고정)
| 년도      | 방송사   | 제목                                | 역할   | 참고                                                                    |
| --------- | -------- | ----------------------------------- | ------ | ----------------------------------------------------------------------- |
| 2008-2009 | MBC      | 쇼! 음악중심                        | 진행자 | with 승리                                                               |
| 2008-2010 | SBS      | 일요일이 좋다 - 패밀리가 떴다       | 진행자 | with 유재석, 이효리, 김종국, 이천희, 박예진, 윤종신, 김수로             |
| 2010-2011 | SBS      | 밤이면 밤마다                       | 진행자 | with 탁재훈, 박명수, 김제동, 정용화, 유이                               |
| 2013      | MTV 재팬 | D'splay (디스플레이)                | 진행자 | with VJ Boo                                                             |
| 2013      | MTV 재팬 | D'splay Returns (디스플레이 리턴즈) | 진행자 | with VJ Boo                                                             |
| 2018      | 넷플릭스 | YG전자                              |        | with 승리, 유병재, 이재진, IKON, WINNER, 산다라박, 지누션, 블랙핑크, 원 |
| 2023      | MBN      | 현역가왕                            | 마스터 |                                                                         |
| 2023      | WOWOW    | TROT GIRLS JAPAN (트롯 걸즈 재팬)   | 마스터 |                                                                         |
| 2024      | MBN      | 한일가왕전                          | 마스터 |                                                                         |
| 2024      | MBN      | 한일톱텐쇼                          | 진행   |                                                                         |

### 웹예능
| 년도 | 방송사 | 제목   | 역할   | 참고 |
| ---- | ------ | ------ | ------ | ---- |
| 2024 | 유튜브 | 집대성 | MC     |      |
| 2025 | 유튜브 | 감별사 | 게스트 |      |

### 뮤지컬
| 년도 | 제목 | 역할     | 참고      |
| ---- | ---- | -------- | --------- |
| 2008 | 캣츠 | 럼텀터거 | 한국 버전 |

### 영화
| 년도 | 제목            | 역할 | 참고                   |
| ---- | --------------- | ---- | ---------------------- |
| 2010 | 새미의 어드벤쳐 | 새미 | 한국어 더빙, with 설리 |

### 광고 출연
단독 광고
| 연도   | 기업명 | 브랜드명     | 종류                | 공동 출연 |
| ------ | ------ | ------------ | ------------------- | --------- |
| 2009년 | BHC    | 〈BHC 치킨〉 | 프랜차이즈 외식업체 |           |

## 투어
- 2013: D-LITE D'scover TOUR 2013 IN JAPAN ∼DLIVE∼
- 2014: D-LITE DLive 2014 in Japan~D'slove
- 2015: Encore!! 3D Tour [D-LITE DLive D'slove]

## 사건 및 사고

### 2009년사고
2009년 8월 11일 오후 4시에 《패밀리가 떴다》 방송 촬영 후 괴산군에서 서울특별시로 가던 중 평택시 부근에서 빗길로 교통사고를 당했다. 이 사고로 대성은 코뼈, 척추횡돌기, 왼쪽 눈뼈 골절 등으로 8주 동안 병원에서 치료를 받아야 하는 진단을 받았으며, 동승한 매니저는 오른팔에 경미한 부상을 입었고 코디네이터는 다리를 심하게 다쳐 수술을 받았다. 이 사고로 인해 당시 대성이 출연하던 뮤지컬 '샤우팅'에서는 하차하고, 《패밀리가 떴다》에서 임시 하차하고 승리가 대신 촬영에 참여했다.

### 2011년사건
2011년 5월 31일 새벽 1시 30분 경 대성은 부모님 집을 방문하기 위해 자신의 아우디 A4를 몰던 중 양화대교 남단 방향 끝부분 내리막길 1차로에서, 대성의 아우디 A4에 앞서 달리던 택시가 길가에 쓰러져 있던 오토바이 운전자를 발견하고 오토바이 운전자 앞에 차를 세운 상황을 대성 차량 앞에 가던 또 다른 차가 먼저 발견, 비상등 없이 갑자기 비켜나가는 바람에 미쳐 보지 못하고 이미 혈중 알코올 0.165를 넘는 수치로 만취해서 가로등을 들이받고 쓰러져 있던 오토바이 운전자를 역과한 뒤 택시와 충돌했다. 택시 운전기사는 큰 부상은 입지 않은 것으로 알려졌지만, 최초 사고자인 오토바이 운전자는 현장에서 숨진 것으로 최종 확인됐다. 사고 직후 대성은 서울영등포경찰서에서 5시간 동안 1차 조사를 받고 6시 50분 경에 귀가하였고 쓰러져있던 오토바이 운전자를 보지 못했다고 진술했다. 서울영등포경찰서는 1차 중간 수사 결과 발표를 통해 대성은 혈중알콜농도를 측정한 결과 음주상태는 아닌 것으로 확인되었지만 규정속도 60 km/h 구간에서 80 km/h로 주행하던 중 전방 부주의에 의한 사고라고 밝혔고 오토바이 운전사의 정확한 사망 경위와 사망 시점을 확인하기 위해 국립과학수사연구원에 분석을 의뢰했다고 밝혔다. 경찰의 1차 중간 수사 결과 발표 이후, YG 엔터테인먼트 측은 대성이 경찰서 진술에서 자신은 80 km/h로 주행했다고 진술하였으나 사고 당시 현장에서 목격한 택시 기사의 진술에 따르면 대성이 60 km/h 정도로 주행했다고 진술하고 있는 상황이라고 밝혔다. 경찰은 전방주시 태만으로 사고가 발생하였고 규정속도(60km/h) 구간에서 80km/h로 달려서 사고가 난 것이기 때문에 규정속도 위반으로 사망 과실 여부와는 관련 없이 불구속 입건하였다고 밝혔다.
2011년 8월 29일, 서울중앙지방검찰청 남부지검은 대성의 교통사고 사망사건에 대하여 무혐의 처분을 내렸다. 검찰은 오토바이 운전자가 대성의 아우디 A4와 충돌 하기 전의 생존 여부를 명확히 밝힐 증거가 없다는 점, 사망한 오토바이 운전자가 대성이 운전하는 차량에 치이기 3분 전에 혈중알코올농도 0.186% 상태로 운전하다 가로등에 얼굴 부위를 들이받아 척수 손상을 동반한 흉부골절, 다발성 늑골 골절로 인한 폐파열, 과다출혈 등의 치명상을 입었던 점 등을 통해 대성의 차량과 추돌이 피해자 사망의 결정적 원인이 아닐 수 있다는 결론을 내렸다.
이번 사건에 대해 검찰이 무혐의 결론을 내림에 따라 일부에서는 대성의 연예계 활동 복귀를 전망하였으나, 검찰의 무혐의 결론과 관계없이 2011년 동안 대성의 연예계 활동 계획은 전혀 없고 교회에 다니는데에 열중할 것이라고 밝혔다.

### 건물
21년 1월 2일 경찰에 따르면 서울 강남경찰서는 이들을 무허가 퇴폐업소를 운영한 인물 56명을 기소 의견으로 검찰에 넘기기로 하였다. 경찰은 "대성은 불기소 의견"으로 검찰에 넘기기로 하였다. 경찰은 대성을 참고인으로 한차례 소환하여 조사하였는데, 당시 대성과 관리 대리인은 자신 건물에서 "무허가 운영이 있었다는 사실을 전혀 몰랐다"고 진술하였다. 이에 경찰은 퇴폐업소 압수수색으로 확보한 자료, 진술을 종합적으로 검토하여 대성이 무허가 퇴폐업소를 방조하였다는 의혹에 "무혐의" 결론을 내렸다. 경찰은 "무허가 퇴폐업소 방조 혐의를 입증하려면 무허가 영업에 대한 인식과 이를 도와주었다는 사실이 드러나야하는데, 대성 건물 출입 현황, 실제 건물 관리 여부를 조사하였으나, 무허가 퇴폐업소 방조 혐의로 입건할 증거자료가 없었다. 대성 소유 건물 일부에서 마약 거래, 투약이 이루어졌다는 의혹에 대하여서 조사하고 국립과학수사연구원에 감정 의뢰를 하였지만 모두 음성으로 결과가 나와서 혐의 뒷밤침 자료가 없다"라고 밝혔다. 친분 연예인이 방문하였다는 의혹도 조사를 하였지만 "사실을 확인 할 수 없다"라고 경찰은 전하였다. 범죄는 건물 외부 숙박업소에서 이루어졌다.